# 国籍法 (韩国)
《国籍法》（：／ Gukjeokbeop）是韩国关于国籍的法律。
年滿19歲的外国人在韩国居住至少五年并表现出韩语能力后可以申請入籍，另外還有需通過「入籍綜合評價考試」，遵守法律和紀律、品行端正並獲得法務部長官的認可。2011年起，外國人獲得韓國國籍後，原則上不用放棄原有國籍。
所有年龄在18至35岁之间的韩国男性公民都必须服至少18个月的义务兵役（歸化公民除外）。由于韩国对朝鲜民主主义人民共和国控制的地区的持续主张，包括脫北者在内的朝鲜公民也被视为韩国国民。